# Droga wojewódzka 313
Die Droga wojewódzka 313 (DW 313) ist eine 21 Kilometer lange Droga wojewódzka (Woiwodschaftsstraße) in der polnischen Woiwodschaft Lebus, die Babimost mit Klenica verbindet. Die Strecke liegt im Powiat Zielonogórski.

## Streckenverlauf
Woiwodschaft Lebus, Powiat Zielonogórski
-  Babimost (Bomst) (DW 303, DW 304)
- Leśniki (Waldvorwerk)
- Liny
-  Kargowa (Unruhstadt) (DK 32, DW 314)
- Dąbrówka (Adlig Dubrau)
-  Klenica (Kleinitz) (DW 278)